# Bracquemont
Bracquemont est une ancienne commune française située dans le département de la Seine-Maritime et la région Normandie.
Dans le cadre de la fusion le 1er janvier 2016 des dix-huit communes qui constituaient la communauté de communes du Petit Caux pour former la commune nouvelle du Petit-Caux, Bracquemont devient à cette date une de ses communes déléguées.

## Toponymie
Brachemont entre 1028 et 1033, Brachemontis vers 1034.
Il s'agit d'une formation médiévale en mont « élévation, colline, mont » (le mot colline n'étant pas représenté dans la toponymie ancienne, puisqu'il s'agit d'un emprunt à l'italien au XVIe siècle).
Le premier élément Brache- (lire Braque-) a été considéré comme scandinave par Albert Dauzat qui cite la forme unique de Brakemont au XIIe siècle, à savoir braki « défrichement » (l'islandais brak, datif braki signifie « débris, épave, bois cassé, etc. »).
François de Beaurepaire suggérant qu'il est lié au toponyme Brécquigny à 4 km de Bracquemont (Brichenneio en 1170), lui préfère le nom de personne francique Bracho (comprendre Bracco), à condition que la forme initiale de Brécquigny soit *Bracconiacum, forme non attestée. Dans ce cas, ce serait le même anthroponyme que dans Bracquegnies (Belgique) et Bracancourt (Haute-Marne, Brachoni cortis en 854, avec Bracco au cas régime).

## Histoire
- Le 21 décembre 1430, Jeanne d'Arc est passée par Bracquemont lors du périple qui l'a conduite au bûcher de Rouen[3].

## Politique et administration

### Intercommunalité
La commune était membre de la communauté de communes du Petit Caux. Celle-ci s'est transformée le 1er janvier 2016 en commune nouvelle sous le nom du Petit-Caux et les 18 communes qui constituaient l'intercommunalité deviennent des communes déléguées, reprenant le nom et les limites territoriales des anciennes communes.
Le projet de schéma départemental de coopération intercommunale présenté par le préfet de Seine-Maritime le 2 octobre 2015 dans le cadre de l'approfondissement de la coopération intercommunale prévu par la Loi portant nouvelle organisation territoriale de la République (Loi NOTRe) du 7 août 2015 prévoit la fusion de la communauté de communes des Monts et Vallées (12 338 habitants), de cette commune nouvelle du Petit-Caux (9 042 habitants), et  Avesnes-en-Val, commune jusqu'alors membre de la communauté de communes de Londinières (264 habitants).

### Liste des maires
| Période                                  | Période                  | Identité                | Étiquette | Qualité                                                                                 |
| ---------------------------------------- | ------------------------ | ----------------------- | --------- | --------------------------------------------------------------------------------------- |
| Les données manquantes sont à compléter. |                          |                         |           |                                                                                         |
| 1809                                     |                          | M. Belleville           |           |                                                                                         |
| 1835                                     |                          | Joseph Urbain Roullies  |           |                                                                                         |
| 1860                                     | 1866/                    | Pierre Auguste Vasselin |           |                                                                                         |
| Les données manquantes sont à compléter. |                          |                         |           |                                                                                         |
| mars 2001                                | En cours (au avril 2014) | Michel Maisonneuve      |           | Réélu pour le mandat 2014-2020 Devient maire délégué de Bracquemont le 1er janvier 2016 |

## Démographie
L'évolution du nombre d'habitants est connue à travers les recensements de la population effectués dans la commune depuis 1793. À partir du 1er janvier 2009, les populations légales des communes sont publiées annuellement dans le cadre d'un recensement qui repose désormais sur une collecte d'information annuelle, concernant successivement tous les territoires communaux au cours d'une période de cinq ans. 
Pour les communes de moins de 10 000 habitants, une enquête de recensement portant sur toute la population est réalisée tous les cinq ans, les populations légales des années intermédiaires étant quant à elles estimées par interpolation ou extrapolation. Pour la commune, le premier recensement exhaustif entrant dans le cadre du nouveau dispositif a été réalisé en 2006,.
En 2013, la commune comptait 854 habitants, en évolution de −6,26 % par rapport à 2008 (Seine-Maritime : +0,48 %, France hors Mayotte : +2,49 %).
| 1793 | 1800 | 1806 | 1821 | 1831 | 1836 | 1841 | 1846 | 1851 |
| ---- | ---- | ---- | ---- | ---- | ---- | ---- | ---- | ---- |
| 645  | 651  | 614  | 641  | 622  | 632  | 619  | 595  | 578  |

| 1856 | 1861 | 1866 | 1872 | 1876 | 1881 | 1886 | 1891 | 1896 |
| ---- | ---- | ---- | ---- | ---- | ---- | ---- | ---- | ---- |
| 576  | 536  | 546  | 521  | 484  | 469  | 478  | 453  | 404  |

| 1901 | 1906 | 1911 | 1921 | 1926 | 1931 | 1936 | 1946 | 1954 |
| ---- | ---- | ---- | ---- | ---- | ---- | ---- | ---- | ---- |
| 400  | 406  | 428  | 389  | 383  | 414  | 477  | 487  | 502  |

| 1962 | 1968 | 1975 | 1982 | 1990 | 1999 | 2006 | 2011 | 2013 |
| ---- | ---- | ---- | ---- | ---- | ---- | ---- | ---- | ---- |
| 495  | 550  | 658  | 786  | 821  | 830  | 909  | 864  | 854  |

## Culture locale et patrimoine

### Lieux et monuments
- Église Notre-Dame[12]
- Croix de cimetière[13] (enclos de l'église Notre-Dame)
- Croix de chemin de la Marette[14] de 1805
- Vestiges du manoir du Colombier[15] à Puys

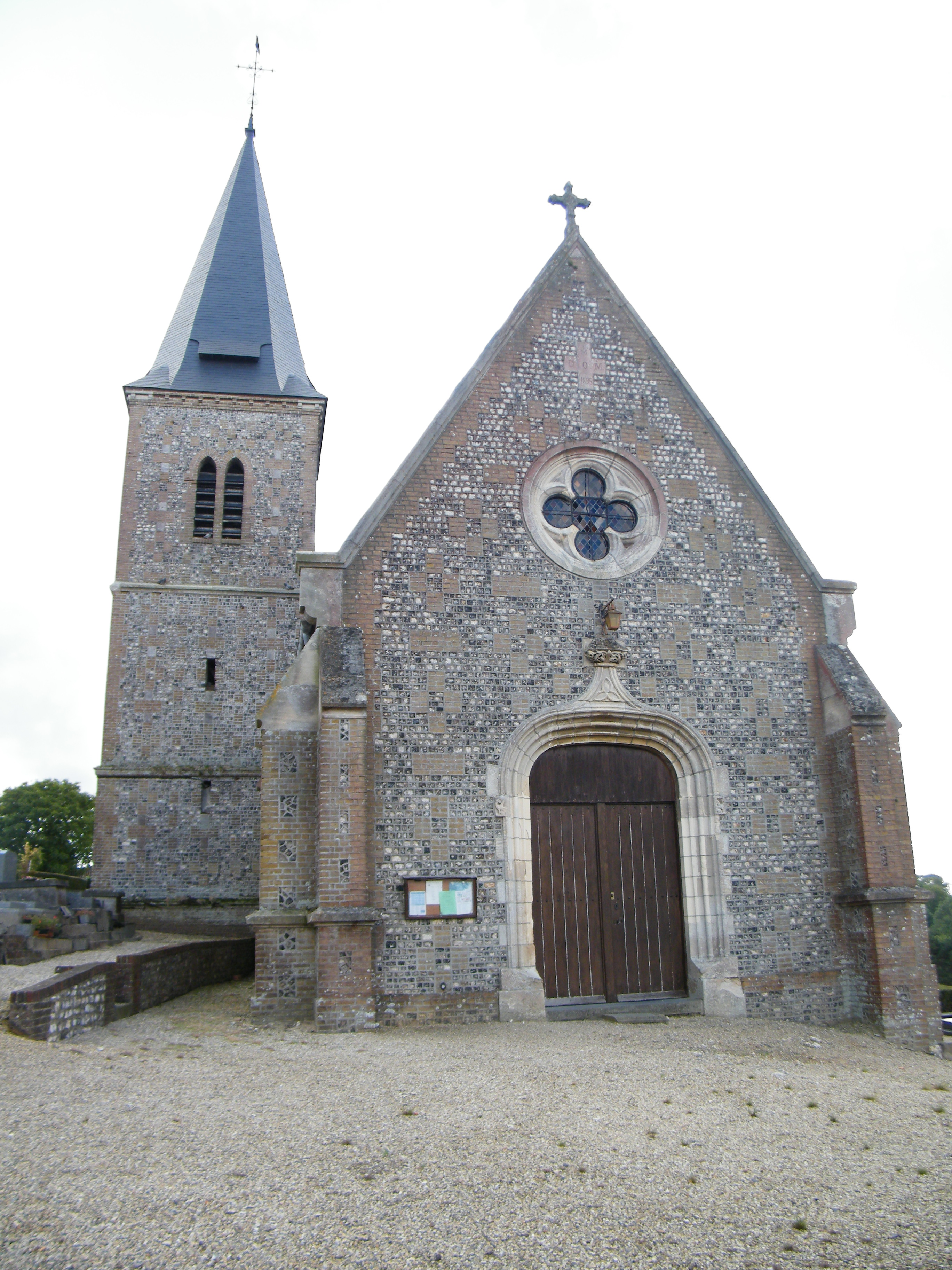
Notre-Dame.
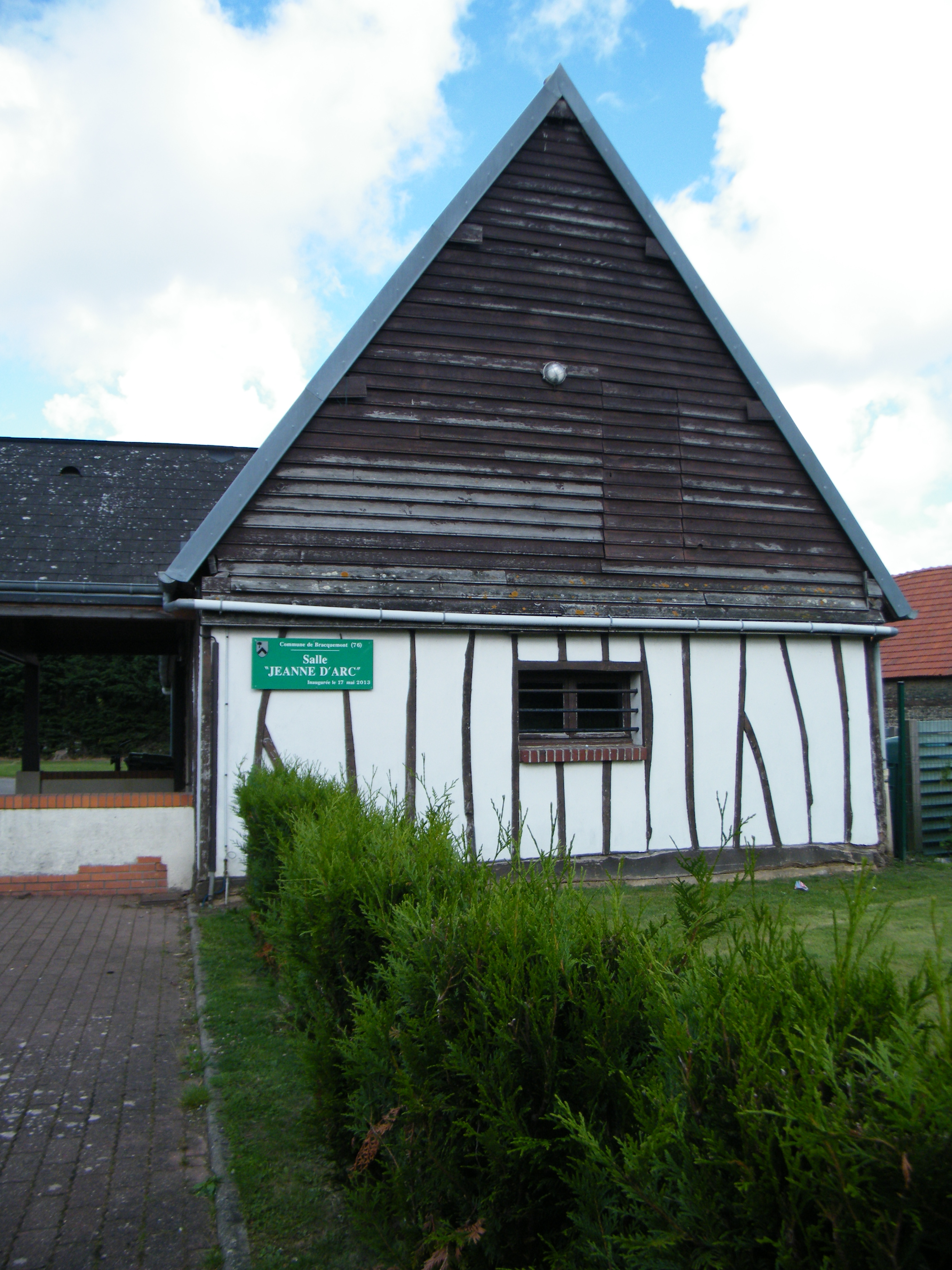
Salle Jeanne-d'Arc.
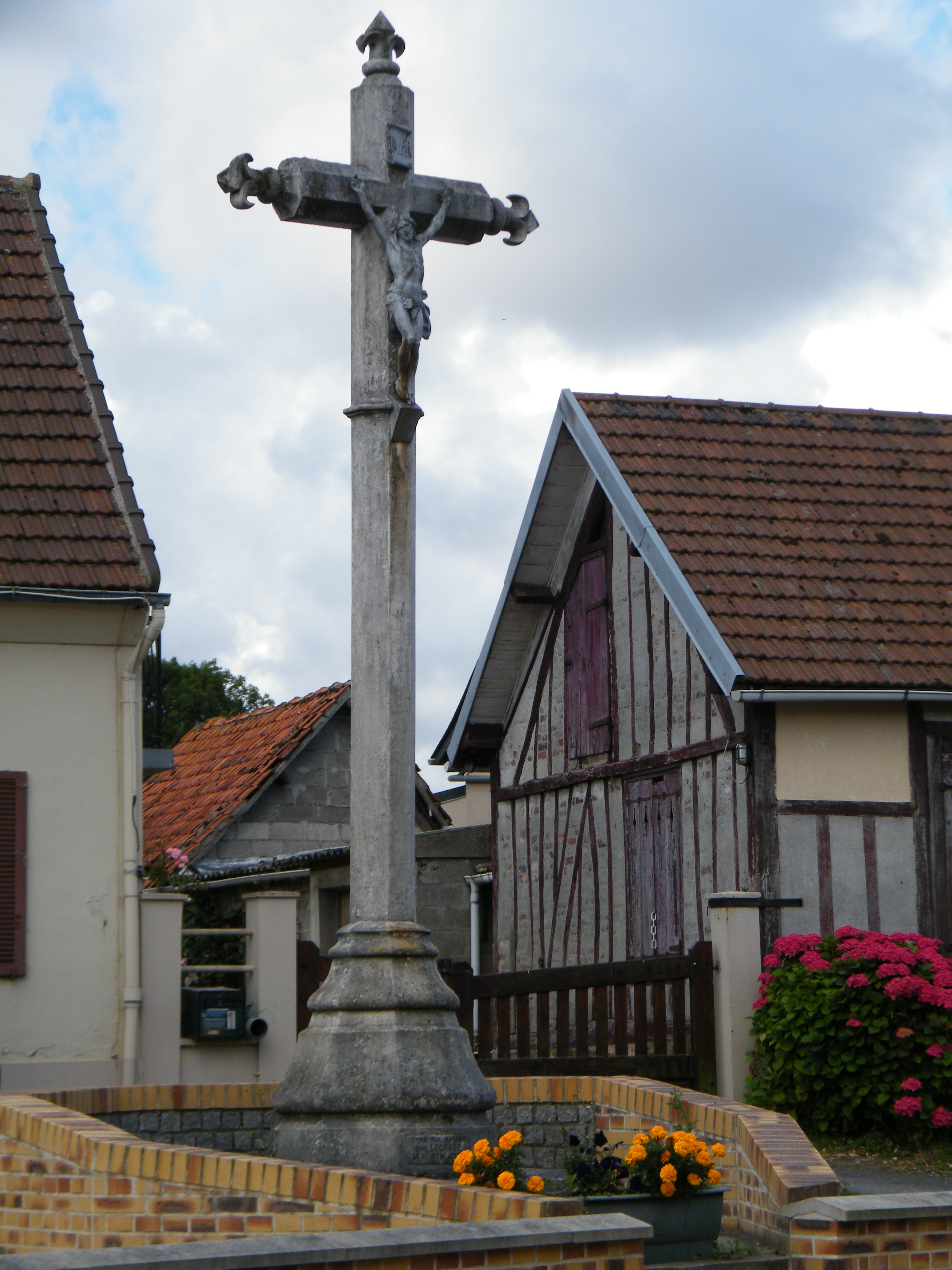
Calvaire monumental.
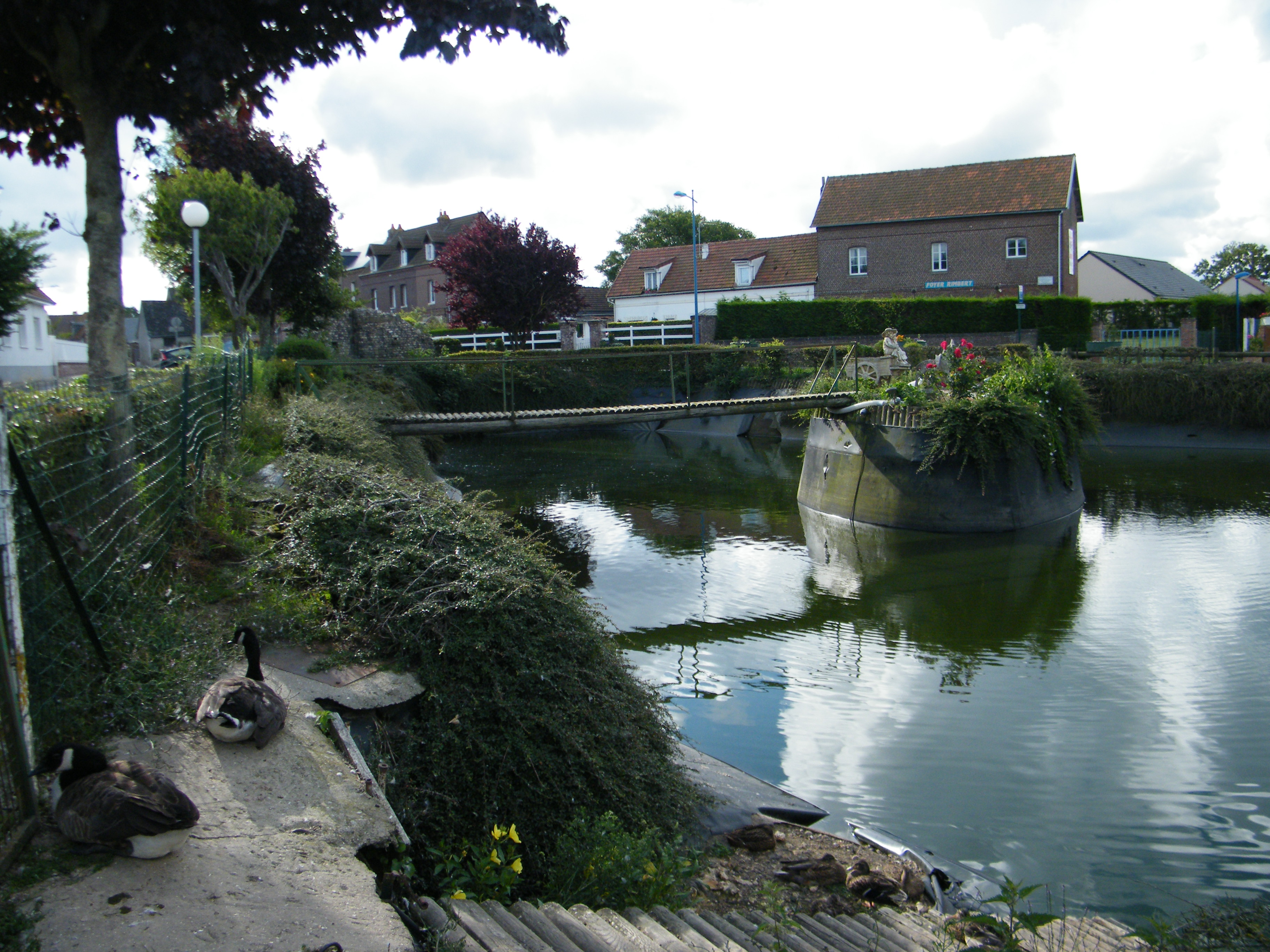
Mare aux Bernaches.
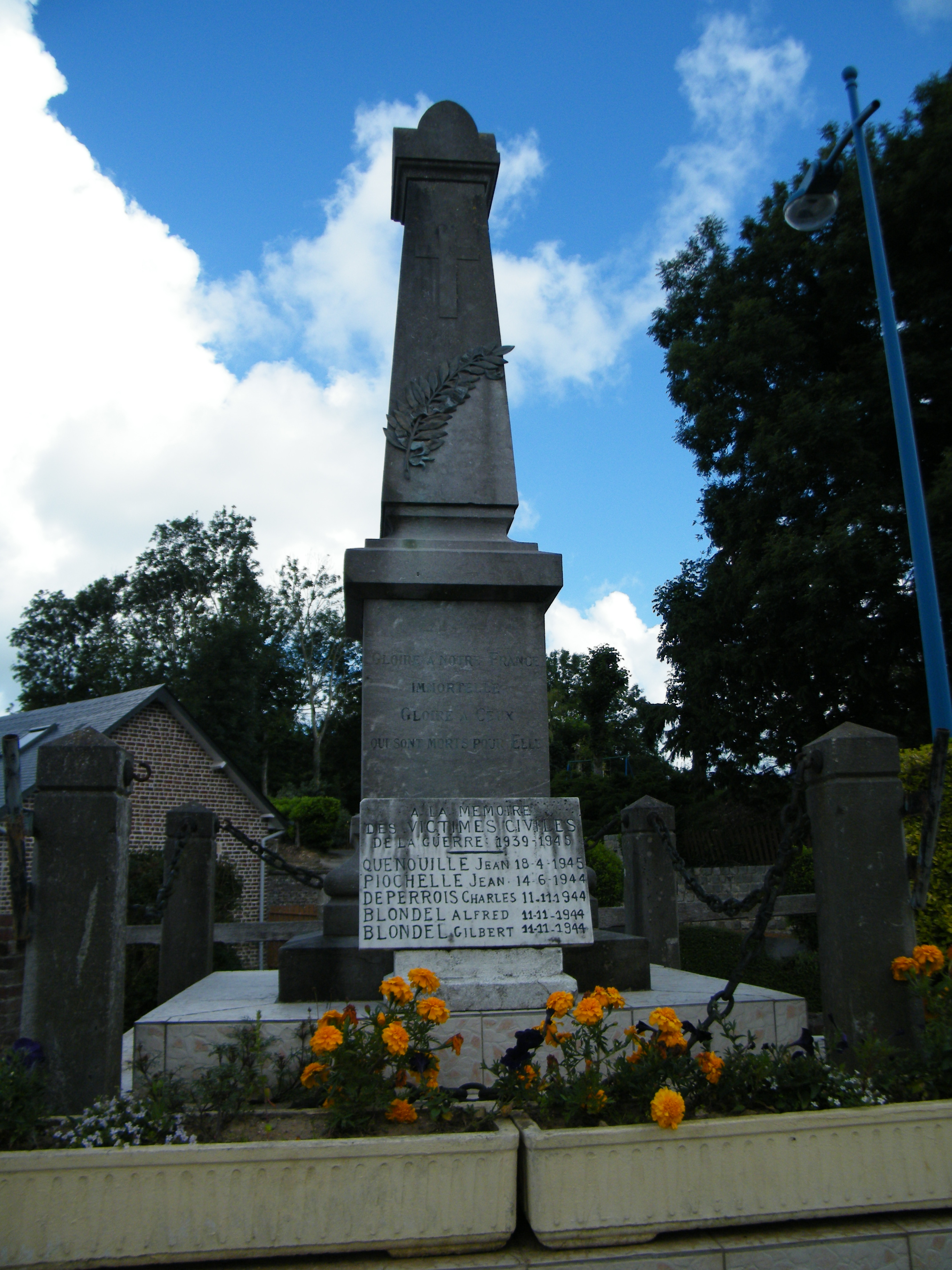
Monument aux morts.
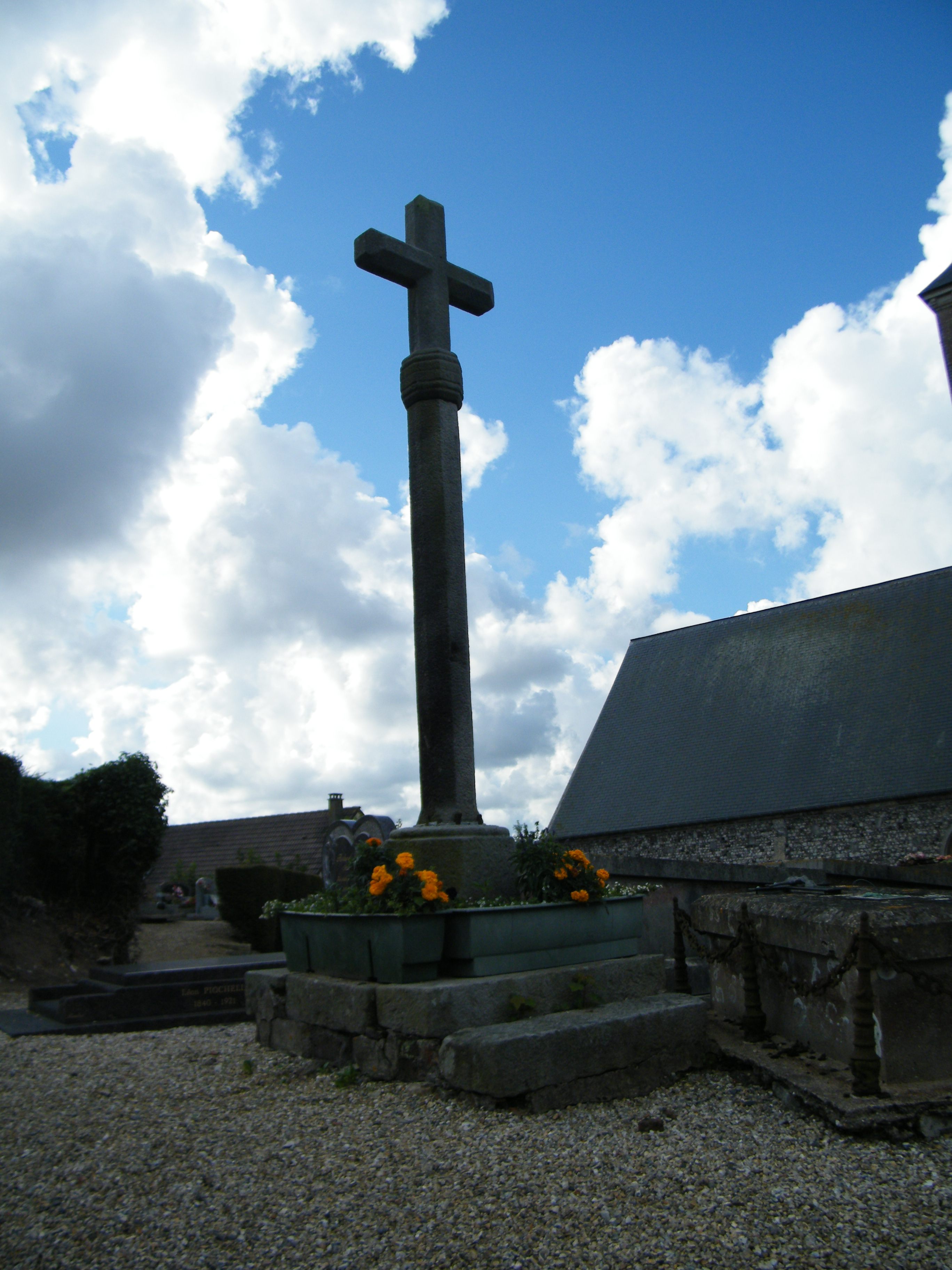
Autre calvaire en pierre.

### Patrimoine naturel
Site classé
- La cité des Limes ou camp de César[16] constitue un site naturel classé  Site classé (1975)[17] de 52,85 ha.

### Personnalités liées à la commune
- Robert de Bracquemont ( -1419), amiral de France.
- Henri Péquet (1888-1974), aviateur.
- Maurice Thiriet (1906-1972), compositeur de musique, y est mort. Une salle communale porte son nom.

### Héraldique
| Armes de Bracquemont | Les armes de la commune de Bracquemont se blasonnent ainsi : D'argent au chevron abaissé de sable accompagné à dextre du chef d’un maillet du même. |